# AIスロップ
AIスロップ（エーアイスロップ、英語: AI slop）または単にスロップ（英語: slop）は、労力の本質的な欠如と圧倒的な数量を特徴とする、生成人工知能技術を用いて生成された文章や画像などの低品質なメディアを指す用語である。2020年代に作られた造語で、「スパム」に似た侮蔑的な意味合いを持つ。
AIスロップは、「デジタルの散乱物」、「中身や質よりも速さや量（を優先した）埋め草のコンテンツ」、「ソーシャルメディア、芸術品、書籍、（中略）検索結果における粗悪な、あるいは不要なAIコンテンツ」など、さまざまに定義されている。
ニューヨーク市立大学の哲学教授であるジョナサン・ギルモア(Jonathan Gilmore)は、この素材は閲覧者が加工しやすい「信じられないほど平凡(banal)で、写実的な様式」だと評している。

## 用語の語源
初期の大規模言語モデル（LLM）や画像拡散モデルが、大量だが低品質な文章コンテンツや画像の作成を加速させたため、ジャーナリストの間やソーシャルプラットフォーム上で、流入する素材を表す適切な用語について議論が始まった。提案された用語には、「AI garbage（AIゴミ）」、「AI pollution（AI汚染）」、「AI-generated dross（AI生成ドロス）」などがある。低品質なAI素材を表す用語としての「slop」の初期の使用は、2022年にAI画像生成ツールが公開されたことに反応して始まったらしい。4chan、Hacker News、YouTubeのコメンテーターの間で、内輪のスラングの一形態として使われだしたと指摘されている。
イギリスのコンピューター・プログラマーであるサイモン・ウィリソンは、主流派における「slop」という用語の初期の推進者と信じられており、2024年5月に個人ブログでこの用語を使用した。 しかし、彼は自身が推し始めるずっと前からこの用語が使われていたと述べている。
この用語は、Googleが検索クエリに対する回答を生成するためにGemini AIモデルを使用したこともあり、2024年第2四半期に人気が高まり、2024年第4四半期にはメディアの見出しで広く批判された。

## ソーシャルメディア上での使用

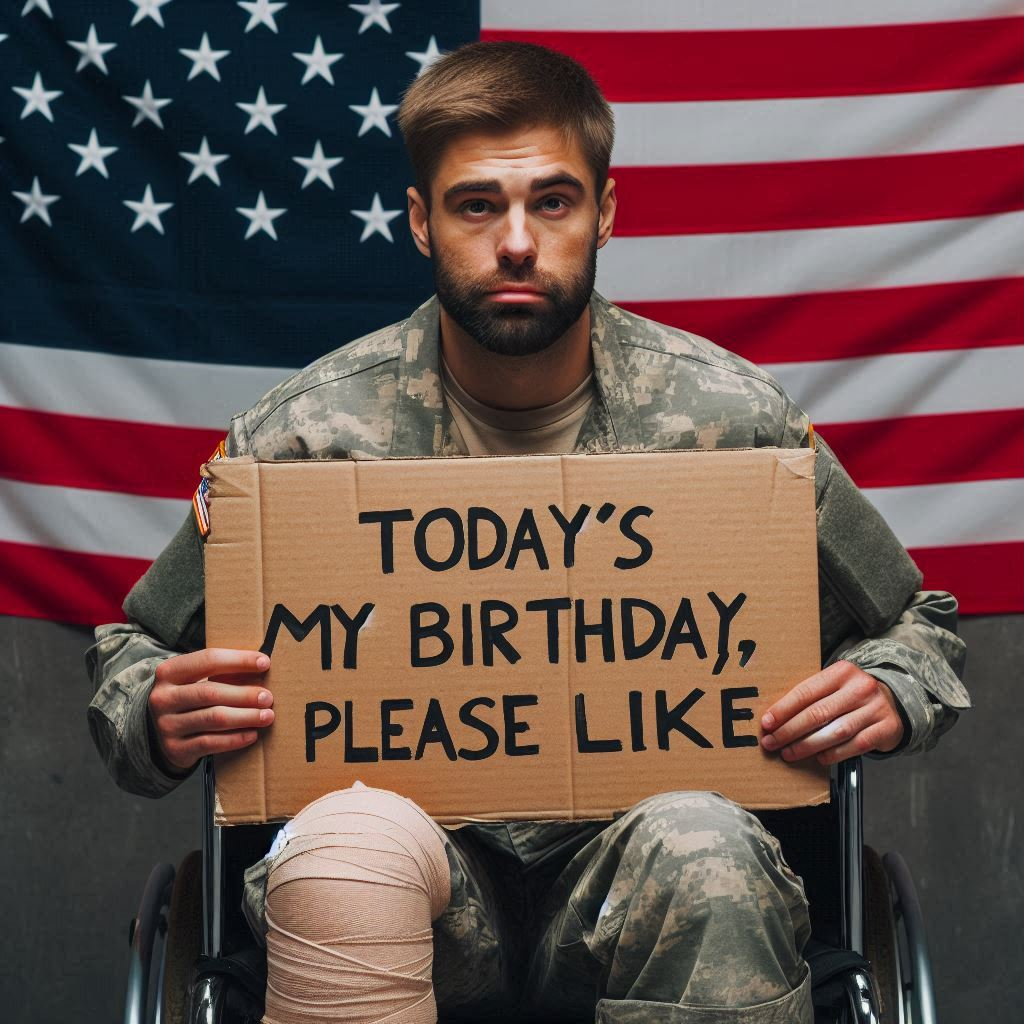
ヒンディー語によるセミナーで、アメリカ人向けに作られたプロンプトを使って生成された画像："american soldier veteran holding cardboard sign that says 'today's my birthday, please like' injured in battle veteran war american flag" （「今日は私の誕生日です、「いいね！」をお願いします」と書かれた段ボールを手に持つ戦闘で負傷したアメリカ兵退役軍人、アメリカ国旗）。

AI画像やAI動画がソーシャルメディア上で拡散したのは、それがFacebook やTikTokでクリエイターに収益をもたらすためでもあり、この問題はFacebookに最も顕著な影響を与えた。これは、開発途上国の個人が、より高い広告料金を持つ米国の閲覧者を惹きつける画像を作成する動機となる。
ジャーナリストのジェイソン・コーブラー(Jason Koebler)は、いくつかのコンテンツの奇妙な性質は、クリエイターがヒンディー語、ウルドゥー語、ベトナム語（モデルの訓練データにはあまり含まれていない言語）のプロンプトを使用したため、または彼らの意図を英語に翻訳するために不安定な音声文章化手法を使用したためではないかと推測している。
ニューヨーク・マガジンの取材に応じたケニアのスロップ画像クリエイターは、「FACEBOOKで高いエンゲージメント（閲覧者の関与）を自発的にもたらすようなイエスの写真プロンプトを10個書いて(WRITE ME 10 PROMPT picture OF JESUS WHICH WILLING BRING HIGH ENGAGEMENT ON FACEBOOK)」といったプロンプトをChatGPTに与え、作成されたプロンプトをMidjourneyなどのText-to-ImageのAIサービスに送り込むという方法を説明した。
AIが生成した植物の画像や植物の世話に関する誤った情報は、ソーシャルメディア上で急増している。オンライン小売業者は、花のAI生成画像を使用して、実在しない植物の種を販売している。多くのオンライン観葉植物コミュニティはAI生成コンテンツを禁止しているが、ボットによって投稿された大量のコンテンツを規制するのに苦労している。
2025年、slopper（スロッパー）がChatGPTなどの生成AIツールに頼りすぎる人を表す軽蔑的な俗語の用語として、AI slopを由来に作られた。

## アメリカ政治での使用
2024年8月、AIスロップがアメリカの右派と結びつきはじめ、「コンテンツ用の安価で早く需要に応じたネタ」を提供する技術として、ソーシャルメディア上でのクソカキコやエンゲージメントファーミングに使われているとジ・アトランティックが言及した。
政治運動では、コンテンツ・ファーミングによって注目を集めるためにAIスロップが頻繁に使われている。2024年8月、ドナルド・トランプは自身のソーシャルメディアプラットフォーム「Truth Social」に、「Swifties for Trump（トランプを支持するスウィフティーズ）」Tシャツを着た歌手テイラー・スウィフトのファンや、彼女自身がトランプの2024年の大統領選挙キャンペーンを支持しているように見える一連のAI生成画像を投稿した。画像は保守的なTwitterアカウント@amuseから発信されたもので、当該アカウントは2024年のアメリカ大統領選挙に向けてAIスロップ画像を多数投稿しており、その画像は生成AIの活用を公的に支持しているイーロン・マスクなど、アメリカ共和党内の他の有名人も共有していたため、この関連性はさらに深まった。
米国で発生したハリケーン・ヘリーンの直後、共和党の党員は、洪水の中で子犬を抱いている少女のAI生成画像を流し、ジョー・バイデン大統領が災害対応に失敗した証拠として利用した。トランプ支持者のエイミー・クレマーのように、この画像をソーシャルメディアで共有したものの、本物ではないことを認めた者もいた。
アメリカ合衆国保健福祉省長官ロバート・F・ケネディ・ジュニアの指揮下にある委員会が発表した、子どもの健康問題に関するMAHA報告書の初版は、人工知能を使って生成された存在しない、歪曲した偽の文献を引用していた。

## 広告内での使用

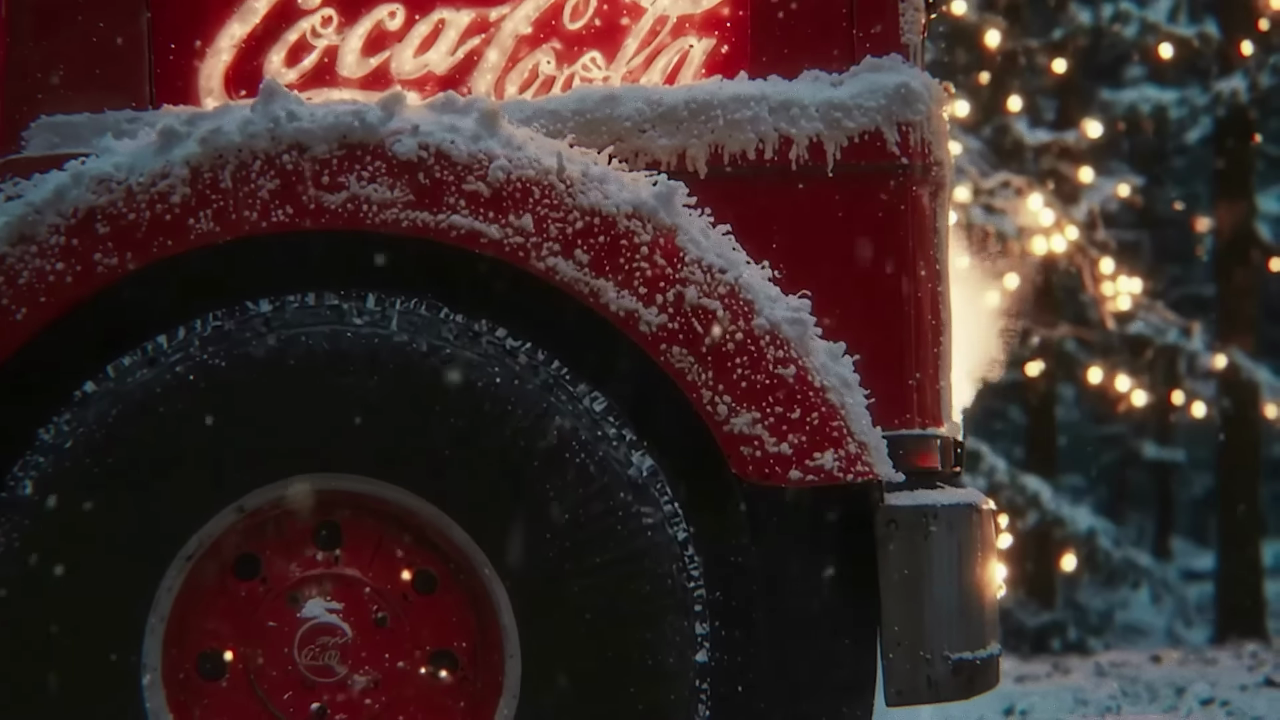
AIを補助的に使ったコカ・コーラのホリデーコマーシャルの一つのスクリーンショット。Coca-Cola（コカ・コーラ）のロゴがCoca-Coolaと誤綴されている

2024年11月、コカ・コーラは毎年恒例のホリデーキャンペーンの一環として、人工知能を使って3本のコマーシャルを制作した。これらの動画はすぐに、一般視聴者とアーティストの両方から否定的な評価を受けた。『怪奇ゾーン グラビティフォールズ』のクリエイターであるアニメーターのアレックス・ハーシュは、CMの制作に人間のアーティストを起用しなかった同社の決定を批判した。否定的な反響に対して、同社は「コカ・コーラは、人間の創造性と技術の交差点で最高級の作品を生み出すことに常に専心し続ける」と述べ、生成人工知能を使用する決定を擁護した。
2025年3月、パラマウント・ピクチャーズは、映画『Mr.ノボカイン』のプロモーション用Instagram動画でAIの脚本とナレーションを使用したことで批判を浴びた。この広告は、コンテンツファームが制作した低品質のAIスパム動画に似たスタイルで、ロボット風AI音声を使用している。A24は、2024年の映画『シビル・ウォー アメリカ最後の日』のために一連のAI生成ポスターを公開したことで、同様の反発を受けた。あるポスターは、戦車のようないかだに乗った兵士たちが大きな白鳥に発砲する準備をしているように見えるが、これは映画中での出来事とは似ても似つかない画像だ。
同月、アクティビジョンは「ギターヒーロー・モバイル（Guitar Hero Mobile）」、「クラッシュ・バンディクー：ブロール（Crash Bandicoot: Brawl）」、「コール・オブ・デューティ：ゾンビ・ディフェンダー（Call of Duty: Zombie Defender）」といった偽のビデオゲームの広告やポスターをFacebookやInstagramなどのプラットフォームに投稿し、多くの人々にAIスロップだと呼ばれた。この投稿の意図は、後に、同社が発売する可能性のあるタイトルへの関心を調査するためのものであったことが明言されている。若い視聴者によく合うように、イタリアン・ブレインロット的なAIの作風が、広告主によって広く採用された。

## イベント情報まとめサイトでの使用

ウィリーのチョコレート体験の広告の一つ。未訂正の綴り間違いと無意味な単語が見られる。

2024年のウィリーのチョコレート体験の幻想的な宣伝画像は、特徴的な「AI生成スロップ」で、装飾の少ない倉庫で開催されるイベントに参加するよう観客を欺いた。チケットは、AI生成画像を表示するFacebook広告を通じて販売され、会場の本物の写真はなかった。
2024年10月、ダブリンを開催地とする実在しないハロウィン・パレードに数千人が集まったと報告された。これは、AI生成コンテンツを使用したイベント情報まとめウェブサイト、MySpiritHalloween.comに掲載された結果である。この記事はTikTokとInstagramで拡散された。同様のパレードは以前ゴールウェイでも行われた。ダブリンでは例年パレードが開催されていたが、2024年にはパレードは開催されなかった。あるアナリストは、AIが生成したスタッフの写真を使用しているように見えるこのウェブサイトは、「（収益化の）機会を見つけては、（人工知能を使って）迅速かつ安価にコンテンツを作成している」ようだと評した。過去に同サイトは、会場から連絡があった場合、存在しないイベントを削除したことがあったが、ダブリンのパレードの場合、サイト所有者は、「このイベントが開催されないとは誰も報告していない」と述べた。MySpiritHalloween.comは、この問題に気づいた時点で、パレードは「中止」されたとページを更新した。

## 書籍での使用
オンライン書店やオンライン図書館運営者は、AIによって書かれた、司書による収蔵品への選定を受けていないタイトルを数多く扱っている。図書館に電子書籍やダウンロード可能コンテンツを提供しているデジタルメディア提供業者のフープラは、架空の著者と怪しげな品質の生成AI書籍を提供している。

## コンピュータゲームでの使用
『Call of Duty: Black Ops 6』には、人工知能によって生成されたアセット（素材）が含まれている。ゲームの最初のリリース以来、多くのプレイヤーはTreyarchとRaven Softwareがローディング画面、エンブレム、名刺などのゲーム内アセットをAIで作成していると非難していた。特に、ゾンビゲームモードのローディング画面には、片手に6本の指を持つゾンビ化したサンタクロース「ネクロクロース」が描かれており、この画像には他にも不規則な点があった。 『コール オブ デューティ』シリーズの前作も、AIが生成した化粧品を販売していると非難されていた。
2025年2月、アクティビジョンはSteamにおけるAIが生成または製作補助する製品に関するValveの方針に準拠するため、『Black Ops 6』が生成人工知能を使用していることを公表した。アクティビジョンはSteamのゲームの製品ページで「我々のチームは生成AIツールを使用して、一部のゲーム内アセットの開発を補助しています」と述べている。
2024年、ロビオ・エンターテインメントは「アングリーバード：ブロッククエスト」というAndroid用モバイルゲームのデモを公開した。このゲームはローディング画面や背景にAIが生成した画像を使用していた。プレイヤーはショベルウェアと酷評し、ロビオがAI画像を使用することを非難した。最終的には公開中止となり、Play ストアから削除された。

## 映画とテレビ番組での使用
AIが生成したコンテンツを含むことで、反発を受けた映画もある。映画『悪魔と夜ふかし』は、AIの使用で注目されたが、AIスロップだと批判する声もあった。AIが生成した低品質な画像数枚がインタータイトルとして使われ、ある画像では、骨の構造が不正確な骸骨や、手から切り離されたように見える下手な生成による指が登場した。
Amazon Prime Videoのような一部のストリーミングサービスでは、AIを使って、ある意味スロップと言えるポスターやサムネイルの画像を生成している。1922年の映画『吸血鬼ノスフェラトゥ』では、低品質のAIポスターが使用され、オルロック伯爵が映画での容姿とは似ても似つかぬ姿で描かれていた。Amazon Freeveeの『十二人の怒れる男』のサムネイル画像では、AIを使用して顔がぼやけた19人の男性が描かれていたが、いずれも映画の登場人物とは似ても似つかないものだった 。さらに、一部の視聴者は、プロットの説明の多くがAIによって生成されているように見えることに気づいており、一部の人々はこれをスロップだと評している。映画『狼たちの午後』のあらすじの1つが、このサイトに簡単に掲載されていた： 「ある男がブルックリンの銀行で人質を取る。残念ながら、提供されたガイドラインの範囲内でこれ以上要約するのに十分な情報がありません」。
またある時、ドイツテレコムは、視聴者から質の悪さと単調なドイツ語吹き替え（原語のポーランド語から翻訳）に対するクレームを受け、あるシリーズをメディア提供から外した。

## 音楽での使用
2025年7月、多くのメディアが、わずか数週間でSpotifyで85万人以上のリスナーを集めたザ・ヴェルヴェット・サンダウン(the Velvet Sundown)というインディーズバンドがAI生成によるものだという告発を報じた。批評家たちは、バンドによる公演の記録がないこと、個々のメンバーがソーシャルメディア上で存在感を示していないこと、プロモーション用の画像が偽物のように見えることを指摘した。DeezerのAI検出ツールは、このバンドの音楽が100％AIによって生成されたものであると判定した。しかし、1週間以内に、Spotifyのザ・ヴェルヴェット・サンダウンのアーティスト紹介は更新され、バンドは「芸術的挑発」を目的とした「人間の創造的な指示によって導かれ、人工知能のサポートによって作曲、発声、視覚化された合成音楽プロジェクト」であると記載された。 この時点で、バンドはSpotifyの月間リスナーが100万人を超えていた。
これに先立ち、『ローリング・ストーン』（ザ・ヴェルヴェット・サンダウンについて「明らかに架空」と評している）は、アンドルー・フレロン(Andrew Frelon)というバンドの広報担当者が、彼らの音楽はAIツール「Suno」を使って作られた「アート・デマ」であることを認めたと報じていた。しかし、フレロンは後に、自身の発言自体がデマであり、バンドとは何の関係もないと述べている。

## 科学界での使用

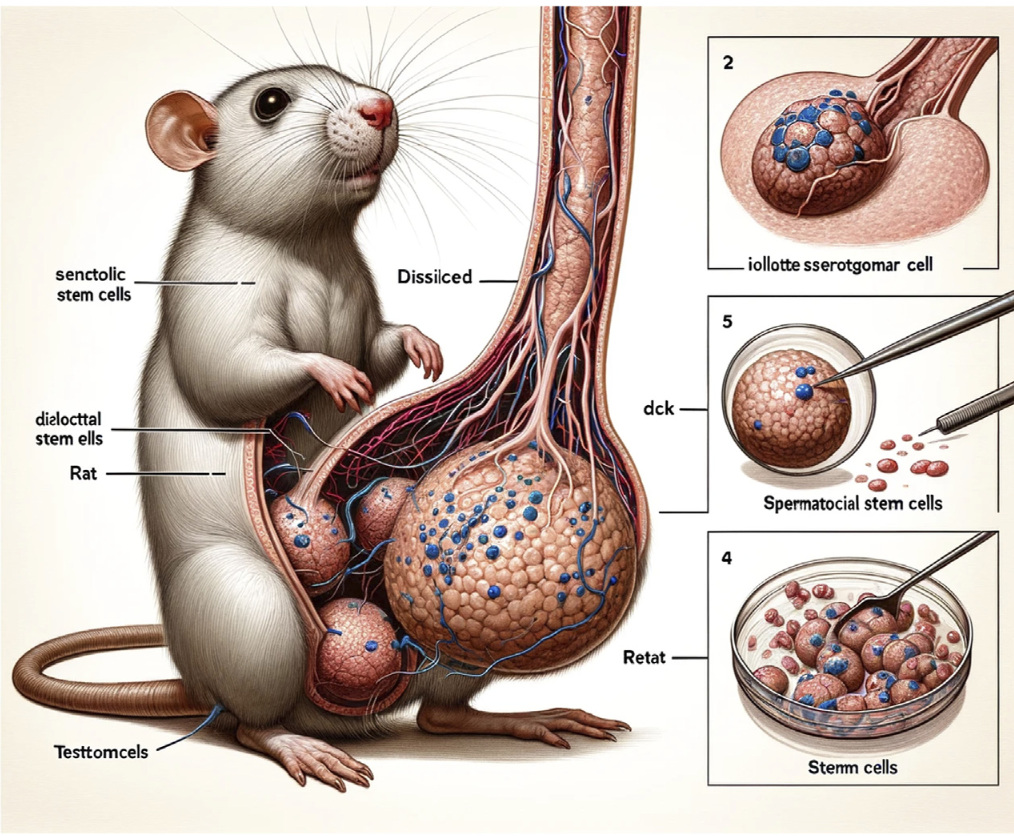
『Frontiers in Cell and Developmental Biology』に掲載され、現在は撤回されている論文に、このAI生成による意味不明な文章と図が掲載されていた。

生成AIは論文の執筆に使われ、低品質な論文工場と評判の高い学術雑誌の両方に掲載されている。2024年、無意味な文章と図を伴う、ばかばかしいほど大きな性器を持つラットの生成画像を含む査読付き論文は、ソーシャルメディア上で科学者の注目を集めた後、『Frontiers in Cell and Developmental Biology』によって撤回された。